# Aerenea flavofasciculata
Aerenea flavofasciculata là một loài bọ cánh cứng trong họ Cerambycidae.